# سنت هلیر، لندن
latitudeسنت هلیر، لندنlongitudeسنت هلیر، لندن
سنت هلیر (به انگلیسی: St Helier) یک ناحیه در لندن است که در منطقه مرتون لندن و منطقه ساتون لندن واقع شده‌است.

## خصوصیات
سنت هلیر در منطقه ساتون ۱۱٬۹۴۹ نفر و در منطقه مرتون ۱۰٬۴۱۴ نفر جمعیت دارد.